# アリアンロッド・サガ・リプレイ・デスマーチ
『アリアンロッド・サガ・リプレイ・デスマーチ』は、F.E.A.R.によるアリアンロッドRPGのリプレイで、『アリアンロッド・サガ』シリーズ（もしくは『サガ』シリーズ）のひとつ。GM及び著者は田中信二。イラストは猫猫猫。
『サガ無印』3巻5話「フェリタニア絶対防衛戦」のシナリオ変更を受け、読者参加企画「ピアニィの勇者募集」に投稿された読者投稿キャラクターを登場させる為に急遽開始されることになったリプレイ。『サガ無印』でピアニィ一行が活動する裏側で活躍する、フェリタニア王国の一兵士たちにスポットを当てた内容になっており、サガシリーズの中では外伝的な立ち位置にある。プレイヤーキャラクターのレベルは7から開始されている。
ゲストプレイヤーとしては、声優の酒井香奈子が参加。

## 登場人物

### ギルド「エンジェルファイヤー」
ギルドマスターはアキナ。国籍を問わず編成された特殊部隊ということでは『ブレイク』のファントムレイダーズと似るが、存在が周知されている点が異なる。ギルドメンバーの行動値が上昇する「高機動部隊」というギルドスキルを持つため、「高速機動部隊エンジェルファイヤー」を自称している（3巻で「突撃部隊」というギルドスキルを取得し、「高機動突撃部隊」になった)。メンバーの出自の関係で顔が広い。なお、ノルウィッチ城に専用のミーティングルーム（通称「部室」）が存在。
なお、括弧内は（プレイヤー名 / ファンブックなどの音声メディアにおける声優名）である。
アキナ・ブルックス （酒井香奈子 / 酒井香奈子）
ヒューリンのウォーリア→ウォーロード/モンク→サムライ→ダンサー⇒ウォーロード/モンク／ジェネラル。
メルトランド出身の騎士志望の少女。『サガ無印』で登場するアル・イーズデイルと『アクロス』に登場するエルザ・ブルックスの義妹。背丈ほどもある大剣を軽々と扱う、クラスの関係もあって筋力が突出しているパワーファイター。前向きで明るい性格で、攻撃と防御を同時に担当する。
戦災孤児だった自分を救ってくれたアルを慕っており、彼の力になりたい一心でフェリタニア陣営に加わるが、アルの隣にいるピアニィに、祝福しつつも嫉妬心を覚える複雑な感情を抱くことになる。
2巻4話「ヘクスフォードの恋」でクラスがサムライになる。その際、天狗面（のちにアイテム「ライオンマスク」）を着けたアルに教えを受けているが、当人はその正体にまるで気付いていない上、憧れを抱いている（そのため、服などを買う時はアルと天狗仮面を意識している）。その関係で、恋話が持ち上がると、面を着けているかを気にする。
エクスマキナの地位が低いメルトランド人ではあるが、ブルックス商会で少なくない数のエクスマキナと一緒に育ったため、エクスマキナに対する差別感情はない。3巻6話「今、ここにある危機」では、そのことでジョージ（ゲオルグ）に興味を持たれていた。
10話ではグリンダにまんまと嵌められたショックが原因で、完全な人間不信に陥ってしまっていた。同話ではピアニィの戴冠式に沸くノルウィッチで、「自分の知る世界を守るために戦う」という決意を固めている。
1巻収録の第2話「偽りの女王」ではピアニィの影武者を演じたが、実際に髪を下ろすと外見や立ち振る舞いがピアニィに似る。
なお、ファンブックCDドラマ「思い出フロントライン」にも登場しており、ノルウィッチ城の防御網をかいくぐって城内に侵入したディーンに対し、エルザとともに応戦している。
「覇道を継ぐもの」ではアルの後任を託され、フェリタニア第一の騎士にして合衆国軍の総司令官に就任。ラングエンドとの戦争では自ら陣頭に立ち、勝利を導いた。
人類戦争後はフェリタニア軍の総司令官に就任している。
ドラン・ベレレン （菊池たけし / 村田知沙）
エクスマキナのメイジ→ウィザード/プリーチャー⇒ソーサラー/ニンジャ/メンター。
アヴェルシア出身の元騎士。元はアヴェルシアの王女ティナに仕え、ティナがレイウォールに輿入れした後は彼女の兄であるケネス王の護衛騎士を務めていたが、「アヴェルシアの服属」が発生した際、グラハム率いるレイウォールの部隊（これは「呪われし者」アルベインがいたケネス王殺害の実行犯でもある）の手にかかり、命を落としてしまう。しかし、謎の錬金術師によってエクスマキナとして復活した。4巻で初公開された生前の姿は金髪で端正な顔立ちの青年騎士であり、種族はヒューリン。
生前はティナに想いを寄せており、エクスマキナとなった今でもそれは揺るがぬ忠誠心として残っている。そのため、その娘であるピアニィを助ける為フェリタニア陣営に加わる。語尾は「○○ナリ」。ただし、これはエクスマキナ化してからのものらしく、生前の場面ではこの語尾は見られない。
外見はドラム缶に簡素な手足が生えている、と言う物。この体は当人曰く「自爆缶の改良型」らしく、自爆機能が搭載されている。内部は一種の歪曲空間らしく、明らかに容量以上のものが入る（3巻ではスープや猫、鳥、冷蔵庫までもが入っていた）。また、4巻や5巻の描写からするにエクスマキナとしての内部構造はちゃんと存在しているようだが、内部にスープが入っていたり、コーヒーサーバーとしての機能があったりと、明らかに構造上不可能なギミックまで組み込まれている。バルムンクに同型の爆弾エクスマキナが多数存在し、連合王国内では便宜上「ドランタイプ」と呼ばれている（実際の総称は不明だが、大元からすると「ガイガータイプ」とも言える）。
3巻5話「秘宝の守護者」で、グラスウェルズ訪問中に体調の悪化を訴え急遽メンテナンスを受けるが、それが原因となってエンジェルファイヤーはバルムンクに追われる事態となる。その中で、自分を動かしている動力源の重大な秘密を知る。そして4巻7話「灼熱戦線」で自身の死の真相を思い出し、続く8話「神聖帝国の野望」で彼がエクスマキナとして蘇生した経緯をルードヴィヒから知らされた。
彼のボディは「地の時代」に作られた魔導兵器「ガイガー」を模した造りになっており、動力を疑似竜輝石としたエクスマキナとして試作されていた。その後、「アヴェルシアの服属」で死亡した「アヴェルシアの騎士ドラン・ベレレン」の人格を転写し、本格起動の前に開発者の一人であるギルバートによって、彼がテオドールから託されていた「ゴルフォードの王威の竜輝石」を移植されるも、その力を恐れたギルバートに逃がされた、というのが過去の真相であった。なお、シリーズの最初のエピソードである1巻1話「勇者救出作戦」のプリプレイで鈴吹太郎は「自爆する自立歩行形魔導砲台に人間の脳を入れてあるんだろ?」と発言したが、「電子頭脳」「記憶回路」との表現もあり、「神聖帝国の野望」まで事実は確定していなかった。
「灼熱戦線」でかつての同僚であったローレンスの娘であるジャスミンから「知恵の竜輝石」を譲り受け、「神聖帝国の野望」で、ルドルフの手によって動力源が「ゴルフォードの王威の竜輝石」から「知恵の竜輝石」に交換された。外された「ゴルフォードの王威の竜輝石」は連合王国にて保管ののち、『サガ無印』7巻10話「共に幸せな未来を」にてナヴァールからゲオルグに引き渡されている。「愛こそすべて！」以降はノルウィッチの警備隊長に任命されている。
筒状の爆弾やエクスマキナに対して同族意識を持ったり、「賭け事で負けてはならない」という無茶な家訓があったりと奇行も目立つが、戦闘時はギィと連携しての水属性魔法を主体とする多重バッドステータス付与攻撃で敵戦力を削る。版上げに伴うリビルドで、唯一メイン上級クラスを変更しており、魔法も風属性に変わっている。リビルド後は《マーダースキル》と《モータルマジック》によるクリティカル狙いの戦術によりダメージディーラーへと変貌している。
「覇道を継ぐもの」でフェリタニア合衆国軍の将軍に任命されている。
ギィ （鈴吹太郎 / 小西克幸）
ヒューリンのシーフ→スカウト/サムライ⇒スカウト/レンジャー。
グラスウェルズ出身の元ストリートチルドレン。幼い頃は『ブレイク』のアンソン・マンソンと友人だった。成長してからは盗賊として暮らしていたが、一国一城の主となる事を夢見て新興のフェリタニアにやってくる。嘘か本当かはっきりしないホラばかり吹いている。
戦闘での役割は、機動力に富むエンジェルファイヤーの中でも抜きんでた速さを生かし、火力を高めて連続攻撃を行うアキナに次ぐダメージメーカー。「アリアンロッドRPG」の版上げ前は、先手を打って敵を切り崩すことに特化したいわば「一発屋」的構成のキャラだったのだが、リビルドでこのコンセプトが成り立たなくなった。
ノリの軽い性格だが戦略眼は優れており、判断が速い。普段はウマが合うのか、ドランと組んで行動している事が多い。
グラスウェルズの犯罪結社「王蛇会」（「オーレリー・カルマン」の項を参照）に属していた過去があり、その関係で裏社会の問題に強い。またシーフらしく鍵開け・潜入が得意。グラスウェルズでの任務終了後、オーレリーの許へ立ち寄りとある提案をしたが、断られている。
「愛こそすべて！」以降は王蛇会のノルウィッチ進出を受けてその背景を明かしている。
左目に眼帯をしているのが特徴。この眼帯は当初は鉢巻に目隠しをつけたような簡素なものだったが、3巻以降は赤茶色の本式なものに変わっている。その素顔が明かされたことはない。この眼帯については、修行時代にオーレリーの発案でつけて以来そのまま通しているもの。
マルセル・ベルトラン （たのあきら / 谷山紀章）
ヒューリン（ハーフエルダナーン）のアコライト→プリースト/フォーキャスター/メンター。
レイウォール出身の神官。若くして炎竜三二将に数えられた有能な軍師のはずなのだが、予想が全て裏目に出る「裏目軍師」として有名。そのため、シリーズが進むに連れ、「これで安心」的な発言をすると「マルセルがそう言うと危険になる」と他のメンバー（のプレイヤー）から突っ込みを受けるようになった。ギィやドランからは「裏目力（うらめちから）がある」と言われている。本来の意味での「裏目」とは「何かの意図を持って行動し、その意図とは別の結果を招く」ことであり、マルセルの場合は単に言動と現実が反対に出ることを比喩したもの。
レイウォール第一王女ステラに恋心を抱いており、彼女の心を奪った（と思い込んでいる）ナヴァールを憎悪している。フェリタニアに加わったのもナヴァールの足を引っ張り、フェリタニアの滅亡を見越してピアニィをレイウォールに連れ帰ることが目的だったが、どうにもお人よしな性格が見え隠れする。そのため、内面が善人であるキャラクターが出た場合、「元祖・実はいい人」として比較に挙げられる（マルセル本人は自覚していない）。当初の目的は「偽りの女王」の時点で早くも諦めたらしく、「フェリタニアを守る軍人として〜」と言っている。
「ヘクスフォードの恋」以降は裏目を通り越し、やたら自虐的な発言が目立つようになっている（「今、ここにある危機」ではステラに名前を忘れられていると思っていた）。4巻ではステラから縁談の話を持ちかけられ、5巻では実際に投稿キャラクターが見合い相手として登場した。ラピスやカロリ、ミネルヴァなど想いを寄せられることが多いが、そちらの方面にはとんと疎いため全く気付いていない。
頭の回転そのものは非常に速い上分析力に優れ、法律や経済にも明るく、陰謀を見抜くのが得意。2巻3話「黄金は眠らない」におけるローンバレイ金鉱水没計画へのゴルドレイ商会とヒューバードの加担、「今、ここにある危機」での錬金騎士団出兵を仕掛けた黒幕など、マルセルに看破された謀略は少なくない。また責任感が強く、与えられた仕事は不平不満を言いつつも完璧にこなす。そのためナヴァールからは「細かい作業が苦にならないタイプ」と評され何かと頼られており、本人としては非常に不本意ながら「ナヴァールの懐刀」とまで言われるようになってしまった。行政官としても卓越しており、「アヴェルシアの服属」時代はレイウォールの統治当局の一員としてアヴェルシア人との折衝に当たり、”領地交換”の際には親レイウォール派住民やレイウォール軍内のフェリタニア進攻派の説得、反レイウォール派住民による報復行動の抑止などに奔走していた。「城塞都市の守護者」では合衆国に加盟した主要国を繋ぐ緊急連絡網システムを構築しており、同話のクライマックスではこのためにグリンダの計画を完全に潰す事が出来た。
戦闘ではパーティ強化スキルでアキナたちを支援する。3巻以降はGMのダイス運（やたらとクリティカルを連発する）に対抗すべく振り直しスキルも習得している。実は背が低く、厚底の靴と斜めに被った鍔広帽で誤魔化している。
大崩壊後はナヴァールの後任として合衆国軍師を拝命。新たな秩序を構築するため奮闘しているが、それが「竜輝石の権威を利用する」方法であるため、「竜輝石に頼らない国」を目指すアンソンとは意見が合わず対立している（不仲なわけではない）。

### フェリタニア王国（のちにフェリタニア＝メルトランド連合王国→フェリタニア合衆国）
以降、カッコ内の氏名は音声メディアにおける担当声優名である。
ナヴァール
王国の軍師。エンジェルファイヤーの直接の上司に当たる。詳細はアリアンロッド・サガ・リプレイを参照。
アル・イーズデイル
王国第一の騎士。詳細はアリアンロッド・サガ・リプレイを参照。
ピスケー
ヴァーナ（アウリラ）のサムライ。
「隠密剣士（パニシングストライク）」の二つ名を持つ剣士。一族の仇を追ってアルディオン大陸を旅していたが、新興国フェリタニアが出した人材募集の布告を仇に会える好機と見て仕官した。「勇者救出作戦」「黄金は眠らない」「城塞都市の守護者」に登場するが、前2話では捕われる役どころとなっている。「城塞都市の守護者」では「愛こそすべて!?」のブルックス商会襲撃・ロッド盗難と似た事件がノルドグラム、グラスウェルズの大学都市イルシール、ゴルフォードの王都ウォリックフォードでも起こっていること、イルシールではロッドについて「古代兵器のコントローラー」という仮説が出ていたことなどを伝え、事件収拾への重要な糸口となった。「勇者救出作戦」以来、ギィとは武芸者同志で気の合う仲。
ワルダー
ヒューリンのウォーロード/シーフ。
ゴルダ砦で蜂起した山賊「禿鷲団」の頭領で、巨大な斧を携えた髭面といういかにもな風貌。実はバルムンクの支援を受けており、齎された石化ガスでフェリタニア正規軍を一気に捕らえたが、潜入したエンジェルファイヤーの4人に全員奪回され、砦を落とされて逃亡。しかし、逃げた先で偶然アキナ達と鉢合わせ、戦闘に陥るも敗北。現れたガーゼラクに魔獣へと変えられてしまい、アキナ達に襲い掛かるものの撃退され、死亡した。
ゴノレゴ14世
ヒューリン（ハーフヴァーナ（アウリラ））のシーフ/サムライ。
ドランのアヴェルシア王国時代の戦友で、弓による狙撃の名手。かってティナに命を救われたことがあり、その恩義からアヴェルシアの騎士となった。フェリタニア建国に際してもティナの娘であるピアニィの下に参じた。
広大な情報網を有しており、「偽りの女王」では、エンジェルファイヤーは彼がもたらした情報でいち早くグラスウェルズ・レイウォール両国によるフェリタニア侵攻計画を知る。アディーンでのエンジェルファイヤーとガーゼラクとの対決では、駐屯先のエザールから駆けつけ射撃で援護した。「愛こそすべて!?」ではナイスガイ・ブラザーズの犯行の特徴と足跡を調べ上げ、ギィたちに伝えている。見た目と名前通り、元ネタはゴルゴ13。
大崩壊後はアヴェルシア方面の防衛に当たっており、ジニーやフェルメと入れ替わる形で帰還してきている。
アウロラ・ブルックス
エクスマキナ。
メルトランドの遺跡から発掘された出自不明の機体。発掘者がエルゼリエと親しく。その縁でブルックス商会の商品モデルを務めた事もある。アキナやアルとも顔馴染みで、信頼を寄せている。戦闘力も相当なものであり、「偽りの女王」ではクオラルに駐屯し、襲ってきたバルムンクの部隊をアキナ達とともに返り討ちにしている。「今、ここにある危機」ではブルックス娘子軍の指揮官として登場した。
「パーフェクト・ワールドガイド」の公式NPC。
イムイム・キャリー（佐藤有世）
ヴァーナ（アウリル）。
アヴェルシアの運送業の家に生まれたが、グラスウェルズ軍の侵攻と「アヴェルシアの服属」で家族と家業を失う。自身も一時国外に脱出していたが、やがて反レイウォール・レジスタンスに身を投じる。フェリタニア建国に伴い属していたレジスタンスグループごとフェリタニア軍に参加した。
自身の戦闘能力はないが、その脚力はレイウォール軍に拿捕不可能と言わしめたほどで、「偽りの女王」や「今、ここにある危機」など、戦時下において最高機密を伝達する伝令として絶大な信頼を得ている。
なお、初登場は『サガ無印』3巻5話「フェリタニア絶対防衛戦」である。
ニャール・ラタン
ヴァーナ（アウリク）のアコライト/サモナー。
《テレポート》の魔法による移送を得意とする神官で、語尾は「にゃ」。テップという名前の黒猫を使い魔としてつれている。武器はメイス。
初登場は1巻2話「偽りの女王」で、その他ノベル・デスマーチ3巻「お前を絶対守りぬく！」ではジルグラードのアジトへ急行するエンジェルファイヤーを援護しに仲間共々登場。10巻「永遠のデスマーチ」ではアベルの目的を探っていた所サルバドランに見つかり、追われていたところをアキナとマルセルに救出された。その際彼女が齎した異界祭祀書と魔獣フィンブルヴェトルの情報により、4人の調査は大きく進展した。
名前の由来は使い魔のテップとあわせてクトゥルフ神話の邪神「ニャルラトテップ(ナイアルラトホテップ）」。
シャフト・ヴィグラード
ドラゴネット（アンスロック）。
旧アヴェルシア王国の官僚で、「黄金は眠らない」の舞台となる金鉱の街ローンバレイの領主。手段も体裁も選ばない徹底した倹約主義でアキナたちを面食らわせたが、その本意はローンバレイの健全な財政の維持にある。神経質なところがあり、常に胃薬を携帯している。
「パーフェクト・ワールドガイド」の公式NPC。
オリアーヌ・ブルックス
ヒューリン。
エルゼリエの養女達「ブルックス娘子軍」の一人で、アキナと同年代。生真面目で几帳面な性格で、普段は店頭に立つエルゼリエの補佐をしている。
情熱的な一面も持ち、意を決してアルに告白したもののあえなく玉砕（なお、原因は関係どうこうの前にアルが娘子軍を恋愛対象として認識していなかったこと）。その反動なのかラブ・アントニオに入れ込んだが、彼がバルムンク・ノヴァであることを見抜いたアキナに諭されて退く。結果として立て続けに二度も恋に破れる結果になったが、アキナの励ましで立ち直っている。
アジサイ
ヒューリンのニンジャ。
ナヴァール直下の密偵集団「竜の爪」の一人。変装を得意とする諜報員で、薬物のスペシャリスト。実戦となればその知識によって毒を使う事も厭わない。マルセルの女性関係に首を傾げている。
ソラリス・セプター
ヒューリンのアルケミスト。
エリンディル大陸の秘密結社「ダイナストカバル」のNo.2である錬金術師、ドクトル・セプターの娘。エリンディルでは製造技術が失われたゴーレム研究の専門家で、極めて特殊なエクスマキナであるドランの噂を聞きつけて仕官して来た。「神聖王国の野望」のエンディングでドランのコアが「ゴルフォードの王威の竜輝石」から「知恵の竜輝石」に交換された際に、コアに合わせて駆体の調整を行なった。現在は彼を始めとする元アヴェルシアの防衛隊で構成された「鋼鉄騎士団」のメカニックを務めている。
「サガ・クロニクル」「パーフェクト・ワールドガイド」の公式NPC。
ジェシィ、ケイティ
エクスマキナ。
「城塞都市の守護者」に登場した鋼鉄騎士団の新入り。もう一人いた「パティ」については「バルムンク・ノヴァ」の「“五指”のキルスティン」の項を参照。
ラピス
ヒューリン。アリアンロッド・サガ・デスマーチ・ノベル「私は断じて裏目らない！」からのゲスト出演。詳細は当該項目参照。
マルセルには変わらぬ思いを寄せており、アキナ（とオリアーヌ）と鉢合わせした時には敵意をむき出しにしていた。
フェルメ・クラーレ
フィルボル。
イルシール大学の卒業生で、「ピアニィの宣誓」に感銘を受けて士官、軍医を務める。
大崩壊後、ゴノレゴ十四世やアスピオと入れ替わる形で共々アヴェルシア方面の治安維持部隊に配属されている。
カーティス・アヴァロン
ヒューリンのフォーキャスター。
痩せ形で運動が苦手。「戦わない勝利」という矛盾した命題を追い求めており、勝つよりもまず負けないことを重視した手堅い作戦を好む。
ラングエンドの大侵攻に際し、フェリタニア軍に駆り出されている。

### メルトランド王国（のちにフェリタニア＝メルトランド連合王国）
ローズマリー・バトラー
ヒューリン。
メルトランドの有力商人バトラー家の娘でアキナの幼なじみ。メルトランド戦役以前は父レナドに連れられてたびたびヘクスフォードを訪れており、その縁でアランと恋仲になった。「城塞都市の守護者」の時点では身ごもっている。
オトガル・カルカーニ
『ブレイク』シリーズからのゲスト出演。詳細はアリアンロッド・サガ・リプレイ・ブレイクを参照。
アンヌ・カルカーニ
ヒューリンのナイト/サムライ/メンター。
オトガルの娘。強い愛国心を持ち、竜輝石戦争の後にノルウィッチの警備隊長に就任している。
しかし、原理原則を曲げられない頑固な一面があり、メルトランドの女王は「聖なるヒース」の託宣を受けたナーシアであると信じて疑わない。そのため、現女王であるスリス暗殺を謀ったが、護衛についていたアキナの怒りに火をつけてしまい、彼女の猛攻を受けて叩きのめされた。
投稿では「アンナ」という名前だったが、採用に当たり別のNPCと名前が被るという理由で変更されている。

### レイウォール王国
クライヴ
ヒューリン。
ヘクスフォード港の港湾労働者のまとめ役。熱烈な愛国青年でメルトランド人やフェリタニア（アヴェルシア）人を嫌悪していた。連合王国との食糧輸出入交渉に反対しており、ゴルドレイ商会からの生活保障を受けて港湾労働者のサボタージュを指揮する。しかしゴルドレイがマウザーを使って僚友アランとローズマリーを誘拐、さらにヘクスフォード港の水没を目論んでいることを知り反旗を翻す。ゴルドレイに射殺される寸前にメルトランド人であるアキナに救われ、メルトランド人やアヴェルシア人への偏見を改めるようになる。
アラン
ヒューリン。
マルセルの親友。もともとは神官を目指していたが家庭の事情で断念。親友のクライヴとともにヘクスフォードで港湾労働者を仕切っていた。
メルトランド人のローズマリーと恋に落ちたことで、クライヴとの友情との間で悩むが、連合王国の食糧輸出入交渉団に随行してヘクスフォードを訪れたアキナに励まされる。終盤、ゴルドレイの陰謀を知ったことでローズマリーとともにマウザーの手下に誘拐されるが、エンジェルファイヤーに救出される。
マウザー
ヒューリンのウォーロード。
グラスウェルズからの流れ者。性格は三下そのもので金のためならどんな仕事でもする小悪党だが、盗賊としての腕は確か。グラスウェルズ時代はトラブルメーカーだったこともあり、同僚だったギィには頭が上がらない。
ゴルドレイに与してクライヴと接触し、港湾労働者のサボタージュやアランとローズマリーの誘拐などの背後で暗躍する。最後は自らエンジェルファイヤーの前に立ち塞がるが、アキナの捨て身の攻撃で致命傷を負ったところにギィの矢を受けて敗北。その後は不明だったが相変わらずヘクスフォードで活動している模様。
フォルカーク伯
ヒューリン。
アラリア山近郊の都市グランニコルの領主。地元を第一に考えた政治を行うため、領民からの信頼が篤い。王宮の言葉を鵜呑みにせず、必ずしも従う訳ではなかったため、頑固者として知られている。伝統にもうるさい。
ジャスミン
温泉掘りの少女。詳細は「バルムンク」の項を参照。
バイバ・ボルガ
フィルボルのフォーキャスター。
レイウォール中央政権の軍師で、マルセルの師。国際平和会議に際し、ユーフェミアの名代としてノルウィッチに出向いてきていた。
「サガ・クロニクル」「パーフェクト・ワールドガイド」の公式NPC。

### グラスウェルズ王国
アンソン・マンソン
『ブレイク』シリーズからのゲスト出演。詳細はアリアンロッド・サガ・リプレイ・ブレイクを参照。
ルドルフ
『ブレイク』シリーズからのゲスト出演。その正体は、かつてゴルフォードにて焔硝石の研究をしていたマルドールである。
3巻5話「秘宝の守護者」で、アンソンの紹介で訪れたドランを診察し、その際彼の動力が「不思議な力を秘めた石」であることに言及。4巻8話「神聖帝国の野望」ではその才をバルムンク・ノヴァに狙われ、南部の小都市バーゼルの郊外に監禁されてしまい、敵への漏洩を防ぐために敢えて婉曲な手段を使って自身とバーゼルの危機をエンジェルファイヤーに伝えた。なお8話では敵味方双方から、秘密にしているはずの本名で呼ばれていた。
オーレリー・カルマン
フィルボル。
犯罪結社「王蛇会」の首領で、メンバーからは「マム」と呼ばれて慕われている。40歳の女性だが、種族の特徴で外見はヒューリンの少女。ギィに戦闘技術やシーフとしての心得などを叩き込んだ師匠であるが、その修行はかなり過酷なものだったらしい。「秘宝の守護者」「今、ここにある危機」「神聖帝国の野望」「愛こそすべて！？」「城塞都市の守護者」に登場し、ギィに重要な情報を伝えているが、真意は不明（後者二つは王蛇会の縄張りを荒らされたため）。ただしバルムンクに対しては隔意を持っているらしく「減ってくれた方が嬉しい」とギィに語っている。「神聖帝国の野望」の舞台であるバーゼル出身。バルムンクがどういう組織なのか詳しくは知らなかったらしく、利益を追求する単なる犯罪組織だと思っており、それは後継組織のノヴァに対しても同様で、「城塞都市の守護者」でギィに説明されてようやく詳細を理解した。アニマルメッセンジャーはアナコンダ。
人類戦争後は諜報活動のため各地を回るギィについて回っている。
「報復者（フラガラッハ）」のアザゼル
『ブレイク』シリーズからのゲスト出演。詳細は「バルムンク」の項を参照。
「秘宝の守護者」ラストシーンに登場。この時点（無印4巻〜ブレイク3巻の間）ではまだ「エルミール・ブランドル」を演じていた。「秘宝の守護者」のエンディングでボリボスからドランに関する情報を得、連合王国に対する策謀を企てようとする。
アーデルハイド
ヒューリン。
バーゼル郊外の山中にある小屋に住んでいる牧童の少女。世話をしているヤギが行方不明になったため、市長を通じて捜索の嘆願書を提出した。「神聖帝国の野望」の事件はこれが発端だったが、行方不明の真相はグリンダの（遠回しな）企みの一環だった。
センデロス
フィルボル。
バーゼルの市長で、「小役人」を絵に描いたような男。落ち延びて来たというアンリを匿った負い目があったため、アキナ達を独断で襲撃するも失敗した。
ガイガー
「地の時代」にエリンディル西方で作られた錬金兵器の一つ。
ドランの設計の基礎となった機体でもあり、彼を「兄弟」と呼ぶ。元々は魔族をはじめとする邪悪を払うための力の一つであり、アルディオンで竜輝石を得たことによって圧倒的な力を得た。アルディオン大陸への移民があった際の戦い、即ち今の世で「セイン」と呼ばれている者たちと魔族との戦いに使われており、無数のゴーレムを一撃で焼き払うほどの攻撃力を持つ。役目を終えたあとは現在のバーゼルに封印され、守護神として崇められていたが、同じく封印されていたゴーレム軍団の暴走に呼応して再起動。ドランの力を借りることでゴーレムを破壊し、完全に機能を停止した。
なお、現在のエリンディル西方ではゴーレムの製造技術は失われているが、アルディオンでは現在もゴーレムの製造が可能である。

### ゴルフォード王国
ゲオルグ・ゲルリッツ
エクスマキナのアルケミスト。
ゴルフォード王国軍の主力である錬金騎士団団長。「ゴルフォードの銀獅子」の二つ名を持つ。両親はメルトランドからの移民で、貧困にあえぐ両親のために傭兵となり、のちに正規の騎士となる。帝紀812年に起きたカムロートとの戦争で当時の騎士団長が戦死し壊滅寸前に追い込まれた錬金騎士団を指揮官代行として統率し、その功績で戦後正式に騎士団長に就任した。
「ジョージ」という偽名でイルゼとともにメルトランドに密入国したが、そこで東部国境に移動中の連合王国軍のメルトランド人兵士に暴行されかけたところをアキナに救われ、メルトランド人ながらエクスマキナを差別しないアキナに興味を抱いていた。後にドワリムの命を受け、本名でエンジェルファイヤーの前に出現、ドランの引き渡しを要求する。しかし、その真意はドワリムにドランの動力源である「竜輝石」を奪取するよう吹きこんだ黒幕をあぶり出すことであり、マルセルにそれを見抜かれたことで共闘を決意。国境付近での戦いではグリンダと互角に渡り合い、決着後には悪足掻きをするドワリムを射殺している。
『無印』7巻11話「共に幸せな未来を」にも、イルゼ共々ゴルフォード王国国王ドワーディンに付き添う形で登場。相変わらず「残念な王族」に振り回されている様子を見せていた。
イルゼ
エクスマキナ。
錬金騎士団の一員であり、ゲオルグの副官を長く務める有能な人物。ゲオルグのエンジェルファイヤーとの共闘には難色を示していた。しかし、実はバルムンクの一員であるグリンダになり変わられており、本物は古城の地下に閉じ込められていた。地下に転落したアキナとマルセルに救出された後、国境付近でゲオルグと合流した。
ドワリム・ゴルフォード
ネヴァーフのアルケミスト。
ゴルフォード王国王位継承権第五位の人物で、現王ドワーディン及び前王フロトの弟。英雄志向の男であり、自らを「リシャールの好敵手」と称するが、実力は遠く及ばず、凡庸。ただ、射撃だけは優れている。
グリンダに唆され、ドランの中にある「竜輝石」を狙って謀ったが失敗。最後には現実を認識できず、ゲオルグに銃を向けるがアキナに割り込まれる。その直後、「友人」アキナに危害を加えられたことへの怒りと、バルムンクとつながりを持つ人物が王室に存在することの危険から、ゲオルグに撃ち殺された。

### ラングエンド
クラウド・シャドウ
ヒューリンのエクスプローラー/モンク/ハイランダー。
公式NPCで、ラングエンド国軍の軍団長を務める人物。アルディオン大陸全土の制覇という野望を持っており、それが夢想ではなくなった「大崩壊」以後は慎重に立ち回りつつ、実現を目指している。
合衆国撃滅のため、周辺諸国と示し合わせてトレイル平原に侵攻したが、旗下の将軍を全て倒された挙句ゴーレムも止められ、合衆国軍の猛攻を止めきれなくなり撤退を余儀なくされた。
この敗戦がきっかけでモード・レドリックとの間に溝が生じたらしく、人類戦争後も微妙な距離を保っている。
ゲーティス・リリシスト／ヘル・ゾルダー／ハングドマン
いずれも読者投稿キャラ。フェリタニアへの大侵攻の際に出撃するも、全員撃破された。

## 書誌情報
- アリアンロッド・サガ・リプレイ・デスマーチ 死んで花実が咲くものか! ISBN 978-4-8291-4571-5
- アリアンロッド・サガ・リプレイ・デスマーチ2 愛はお金で買えません! ISBN 978-4-8291-4584-5
- アリアンロッド・サガ・リプレイ・デスマーチ3 孤立無援の大ピンチ ISBN 978-4-8291-4605-7
- アリアンロッド・サガ・リプレイ・デスマーチ4 さらにキビシイ綱渡り! ISBN 978-4-8291-4620-0
- アリアンロッド・サガ・リプレイ・デスマーチ5 破滅を招く読みちがい ISBN 978-4-8291-4648-4
- アリアンロッド・サガ・リプレイ・デスマーチ6 明日をつかむ大作戦! ISBN 978-4-8291-4663-7
- アリアンロッド・サガ・リプレイ・デスマーチ7 一か八かの大勝負! ISBN 978-4-8291-4690-3
- アリアンロッド・サガ・リプレイ・デスマーチ8 逆襲☆ハピネス  ISBN 978-4-8291-4691-0
- アリアンロッド・サガ・リプレイ・デスマーチ9 魔女が奏でる鎮魂曲 ISBN 978-4-8291-4728-3
- アリアンロッド・サガ・リプレイ・デスマーチ10 伸るか反るかの大バクチ!! ISBN 978-4-0471-2945-0

## その他
- ダークファンタジーRPG『ロード・オブ・ザ・ドラゴン』にてアリアンロッドRPGコラボキャンペーンが催された。2014年9月1日から9月4日まで『アリアンロッド・サガ・リプレイ・デスマーチ』をモチーフにしたギルドウォーイベントが開催され、アキナ等のメインキャラクターを報酬として入手可能だった。